# Аріон

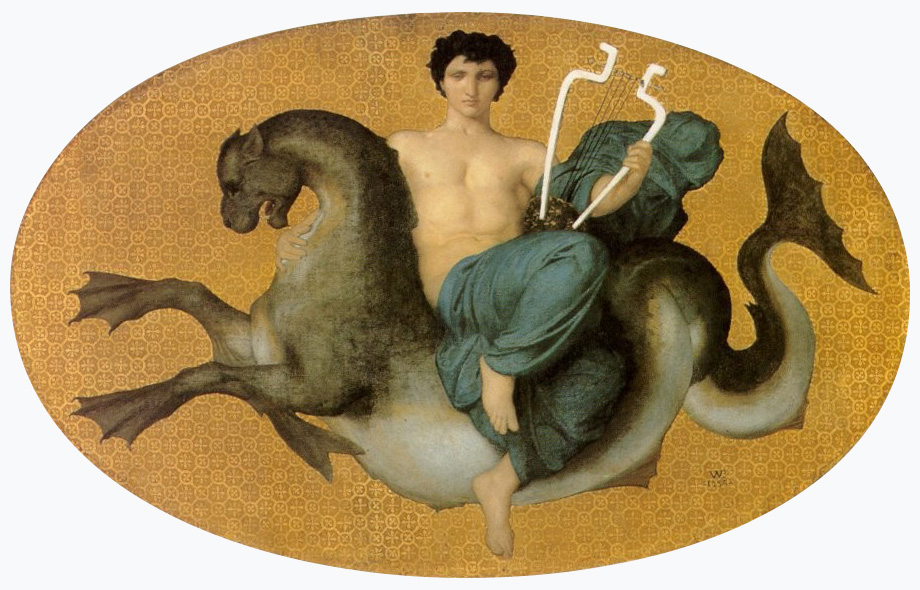
Аріон на морському коні, Вільям Адольф Бужеро

Аріон, також Аріон Метімнейскій (дав.-гр. Ἀρίων ὁ Μηθυμναῖος, лат. Arion Methymneus) — грецький ліричний поет, співак і кіфаред з Метімни на о. Лесбос (кінець VII — початок VI ст. до н. е.).
Перебував при дворі тирана Корінфа Періандра. Створив новий ліричний жанр — дифірамб — хорову пісню в діалогічній формі, — з яким пов'язане походження античної трагедії.
Складав пісні на честь Діоніса. За переказом, посланий Періандром до Сицилії й Італії, здобув у Таренті нагороду на змаганнях поетів. Коли повертався на корінфському кораблі додому, матроси хотіли його вбити. Аполлон, з'явившись йому вві сні, попередив про загрозу. Аріон прокинувся й попросив розбійників дозволити йому востаннє зіграти на кіфарі. Закінчивши гру, кинувся в море, але дельфіни, захоплені його чарівною музикою, донесли співака до Тенарської затоки, звідки Аріон дістався до Корінфа. Моряків, які хотіли вбити співака, Періандр звелів зловити й прибити на хрестах. Міф про Аріона надихає багатьох митців. Статуя Аріона з дельфіном, як свідчить Павсаній, ще за його часів була в Тенарі.

## Біографія
Народжений на острові Лесбос, він багато подорожував, уславився своїми піснями і врешті прийняв запрошення коринфського тирана Періандра оселитися в місті Коринф. Аріон був надзвичайно талановитий. Складали навіть легенди, що музикант, подібно до міфічного Орфея, своїми піснями зачаровував не тільки людей, але й тварин. Захоплений розбійниками, він вистрибнув у бурхливе море і був врятований дельфіном, якого полонила почута перед цим прощальна пісня поета. Живучи в Коринфі, Аріон продовжував час від часу подорожувати. Він виїздив з поетичними «гастролями» в різні грецькі поліси, досягав навіть Сицилії та Італії і всюди мав незмінний успіх.

## Викрадення піратами

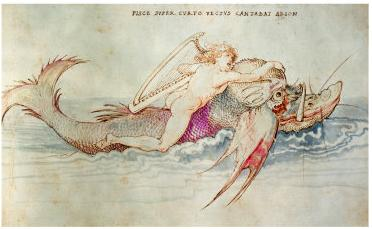
Аріон верхи на дельфіні, Альбрехт Дюрер, 1514

Згідно опису Геродота Лідійського царства під правлінням Мермнадів, Аріон брав участь у музичних змаганнях в Сицилії, де він переміг. На зворотному шляху з Таренте, скупі моряки замислили вбити Аріона та вкрасти багаті призи, які він віз додому. Аріону був даний вибір між самогубством з належним похованням на суші та бути вкинутим у море на загибель. Жоден з варіантів не приваблював Аріона: як зазначає Робін Лейн Фокс, «Ніякий грек не буде плисти у глибинах з човна заради задоволення.» Він попросив дозволу заспівати останню пісню, щоб виграти час.
Граючи на своїй кіфарі, Аріон заспівав хвалу Аполлону, богу поезії, і його пісня привабила деяку кількість Дельфінів навкруги всього корабля. В кінці пісні, Аріон кинувся в море, але один з дельфінів врятував йому життя і поніс його в безпечне місце до святилища Посейдона на мисі Танарон. Коли він дістався суші, прагнучи знову вирушити у подорож, він забув повернути дельфіна назад у море, і той там загинув. Він розповів про свої нещастя Періандру, тирану Коринфа, який наказав поховати дельфіна і звести йому пам'ятник. Незадовго після цього, Періандр почув про те, що корабель, на якому плив Аріон був занесений до берегів Коринфа під час шторму. Він наказав екіпажу стати перед ним, і запитав про Аріона, але вони відповіли, що той помер, і що вони поховали його. Тиран же відповів: «Завтра ви поклянетеся цьому перед Пам'ятником Дельфіну.» Через це він наказав тримати їх під вартою, і доручив Аріонові сховатися у пам'ятнику дельфіна на наступний ранок, одягненим саме так, як він був, коли кинувся у море. Коли тиран привів їх туди, і наказав їм клястися духові дельфіна, що Аріон був мертвий, Аріон вийшов з пам'ятника. У збентеженні, дивуючись, яким божеством той був врятований, вони мовчали. Тиран наказав їх розп'ясти біля пам'ятника дельфіна, але Аполлон, через майстерність гри Аріона на кіфарі, надав йому та дельфінові місце серед зірок. Цей дельфін катастеризувався у сузір'я Дельфін, за благословенням Аполлона.
Історія, так як її розповідає Геродот, були використана і в іншій літературі. Лукіан із Самосати дотепно представив діалог між Посейдоном і самим дельфіном, який виніс Аріона.

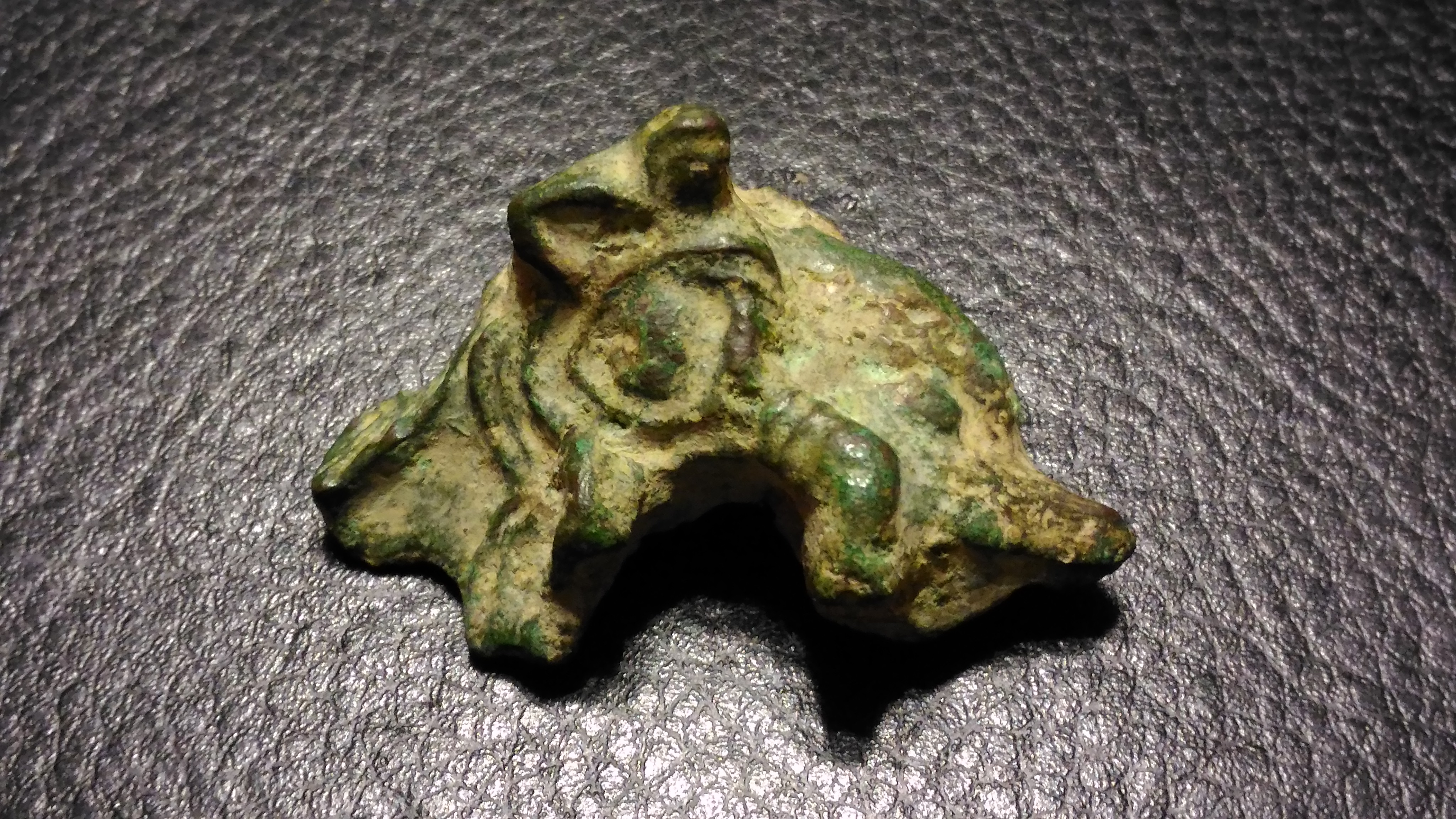
Бронзова 3d композиція Аріон на дельфіні. Боспорське царство 6ст. до н.е.

Аврелій Августин стверджував, що язичники «вірили в те, що вони читали у своїх книгах» і сприйняли Аріона за історичну особистість. «Там немає історичності в цій розповіді», а також відповідно до Юніса Бурр Стеббінса, і Аріон, і дельфіни дані як приклад «фольклорного мотиву в першу чергу пов'язаного з Аполлоном». Однак, є багато більш-менш надійних історичних свідчень з багатьох періодів, коли люди були врятовані дельфінами.

## Творчість

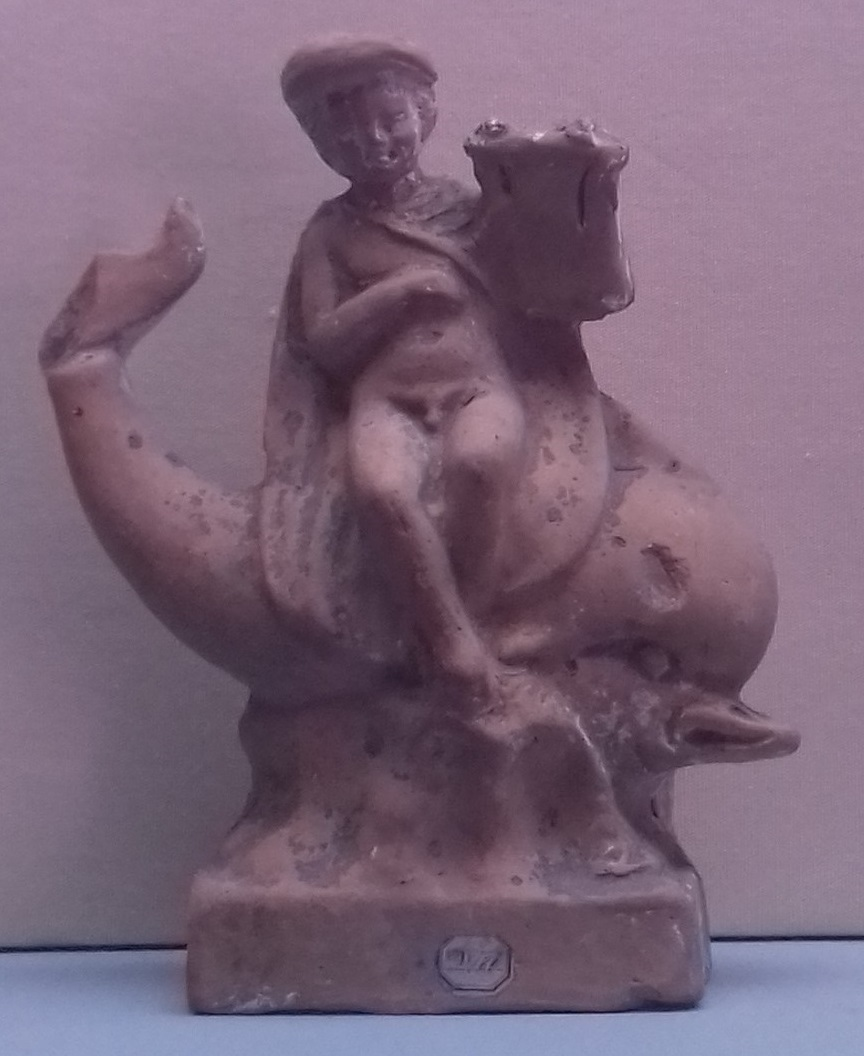
Аріон на дельфіні, теракотова статуетка.

Проте найголовнішою заслугою Аріона було те, що він надав гімнові на честь бога Діоніса досконалої художньої форми і вперше назвав його дифірамбом, а також зробив хоровою піснею. Проте дифірамб оспівував подвиги і діяння лише одного Діоніса. Це обмежувало дальший розвиток гімну, але цю ваду було незабаром подолано. Сюжетами дифірамба поступово стають різні історії про легендарних героїв — напівбогів, напівлюдей. Згодом відбувається перехід до зображення і простих смертних, які діють поруч з героями, а це робить хор сатирів недоречним, замість них хоревитами стають ті самі ж люди. Подібна трансформація хору несподівано відбилася на характері первісної трагедії. Адже хор сатирів надавав їй забавного, жвавого й веселого вигляду. Вилучення їх легковажних і комічних пісень перетворювало трагедію на серйозну п'єсу. Подібне новаторство, очевидно, не всім сподобалося, зокрема своє невдоволення висловило селянство, для якого культ Діоніса лишився чи не найголовнішим. Щоб задовольнити їхні вимоги і зберегти новий жанр, у якому драматурги інтуїтивно відчували великі можливості, разом із трагедіями у вистави почали включати і п'єси, хор у яких, як і раніше, складався з сатирів. Так від трагедії «відпаростився» новий драматичний жанр — сатирівська драма (або драма сатирів). Культ Діоніса, зокрема його весела карнавальна частина, сприяв появі ще одного драматичного жанру — комедії.
Дифірамбічний хор Аріона складався з 50 хоревтів, відтоді це число стало традиційним. Ці хоревти були ряджені в цапині шкури — вони зображували сатирів. Аріону приписується також поділ хору на два півхор'я, кожне з яких по черзі виконувало пісенні строфи й антистрофи, супроводжуючи їх певними рухами й поворотами. Дифірамбічний заспів виконувався під акомпанемент флейти, пізніше — кіфари.
Оскільки культ Діоніса був культом «страждаючого бога» (він помирав у муках і відроджувався), то дифірамб після обробки його Аріоном почав звучати як серйозний, урочистий і скорботний заспів. Він уже нагадував драматичну дію, первісну трагедію. Отже, небезпідставно цього поета вважають засновником трагічного жанру.
Проте дифірамб оспівував подвиги й діяння лише одного Діоніса. Це обмежувало дальший розвиток гімну, але цю ваду незабаром було подолано. Сюжетами дифірамба поступово стають ріні історії про легендарних героїв — напівбогів, напівлюдей. Незабаром відбувається перехід до зображення і простих смертних, які діють поруч з героями, а це робить хор сатирів уже недоречним, замість них хоревтами стають ті ж самі люди. Подібна трансформація хору несподівано відбилася на характері первісної трагедії. Але хор сатирів надавав їй забавного, жвавого й веселого вигляду. Вилучення їхніх легковажних і комічних пісень перетворювало трагедію на серйозну п'єсу. Подібне новаторство, очевидно, не всім сподобалося, зокрема своє невдоволення висловило селянство, для якого культ Діоніса залишався чи не найголовнішим. На думку землеробів, видозміна трагедії, що лишилася без сатирів, порушила будь-який її зв'язок із культом улюбленого божества.

## Аріон у мистецтві

### Образотворче мистецтво
- Картина Аріон на морському коні, Вільям Адольф Бужеро, 1855 рік.
- Картина Аріон верхи на дельфіні, Альбрехт Дюрер, 1514 рік.
- Гравюра Аріон на Дельфіні, Корнеліс ван Гарлем, 1590 рік.
- Картина Аріон, Гюстав Моро, 1891 рік.
- Картина Аріон на Дельфіні, Франсуа Буше, 1980-1982 роки.

### Інше
- «Аріон» — опера французького композитора Жана-Батіста Мато 1714 року[8].
- «Аріон і дельфін» (англ. «Arion and the Dolphin») — оперна лібрето Вікрама Сета 1994 року.